# Väimela
Väimela (Duits: Waimel, Võro: Väimälä of Väimärä) is een plaats in de Estlandse gemeente Võru vald, provincie Võrumaa. Väimela heeft de status van groter dorp of vlek (Estisch: alevik) en had in 2021 554 inwoners. In het jaar 2000 waren dat er nog 814.
De Tugimaantee 64, de secundaire weg van Võru naar Põlva, komt door Väimela. Op het grondgebied van Väimela liggen twee meertjes, het Väimela Maejärv (13,3 ha) en het Väimela Alajärv (7,8 ha). Het stadion Väimela staadion heeft een voetbalveld, een basketbalveld met een ondergrond van asfalt en een baan voor hardloopwedstrijden.

## Geschiedenis
Väimela werd in 1403 voor het eerst genoemd als Wacke Veymel. Een Wacke was een administratieve eenheid voor een groep boeren met gezamenlijke verplichtingen. In 1418 kocht Peter von Tisenhusen het dorp Waimel. In 1627 werd melding gemaakt van een landgoed Weimel met een molen.
In 1749 werden de Waimelsche Güter verdeeld tussen Charlotte Amalie von Müller en haar dochters. Waimel zelf werd Alt-Waimel. Daarnaast ontstonden de landgoederen Werro (Võru), Waimel-Neuhof (Joosu) en Tilsit (Tilsi). In 1791 werd Warbus (Varbuse) afgesplitst. Alt-Waimel was vanaf het eind van de 18e eeuw in handen van de familie von Richter. In 1870 ging het over op de familie von Loewen. In 1919, toen Alt-Waimel door het onafhankelijk geworden Estland werd onteigend, was het in handen van Bernhard von Loewen.
Väimela heeft een kerk gehad, die ouder was dan het dorp of het landgoed. Ze werd vermeld in een document uit 1316 en is vermoedelijk verloren gegaan bij een van de oorlogen in de 17e eeuw. In 1670 waren er plannen om de kerk te herbouwen, maar die zijn nooit uitgevoerd. In de jaren 1885-1886 liet de familie von Loewen in het park bij het landhuis een kapel bouwen. De kapel werd in 1919, tijdens de Estische Onafhankelijkheidsoorlog, door de bolsjewieken vernield en is nooit meer in de oorspronkelijke staat hersteld.
Het landhuis van het landgoed in neoklassieke stijl is gebouwd in de vroege 19e eeuw onder de familie von Richter. Het brandde af in 1919 tijdens de Estische Onafhankelijkheidsoorlog. In 1922 werd het herbouwd, maar kreeg het wel een verdieping erbij. Het heeft diverse opleidingsinstituten gehuisvest. In de jaren vijftig raakte het opnieuw beschadigd bij een brand en werd het weer herbouwd. In 1999 kwam het in handen van het Võrumaa Kutsehariduskeskus, een opleidingsinstituut voor de techniek en de landbouwsector. Naast het landhuis zijn ook enkele bijgebouwen bewaard gebleven. Het hoofdgebouw van het opleidingsinstituut is in een van de bijgebouwen gevestigd.
In de jaren twintig van de 20e eeuw was Väimela een nederzetting op het voormalige landgoed. In 1977 kreeg ze de status van vlek. Toen werd ook het buurdorp Õnnõmäe erbij gevoegd.

## Foto's

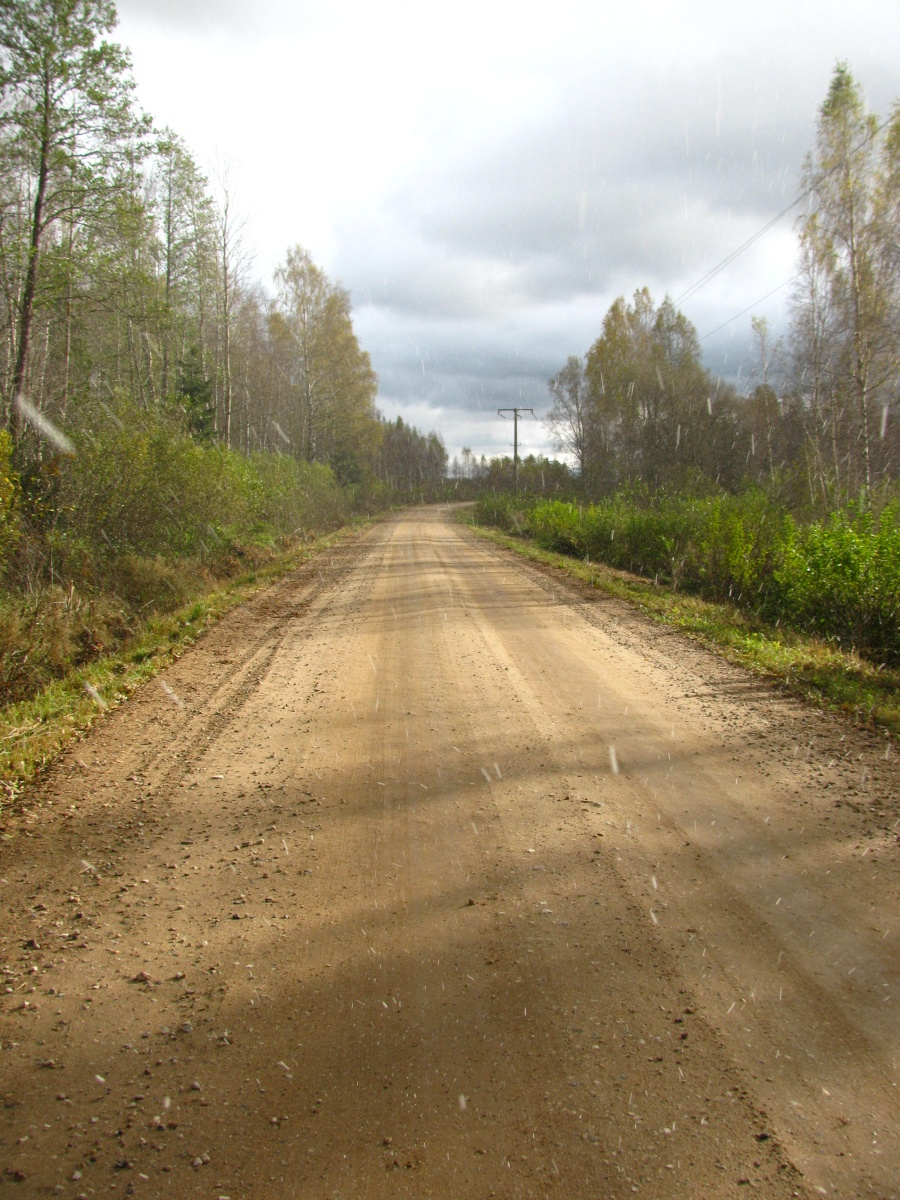
Weggetje in het buitengebied
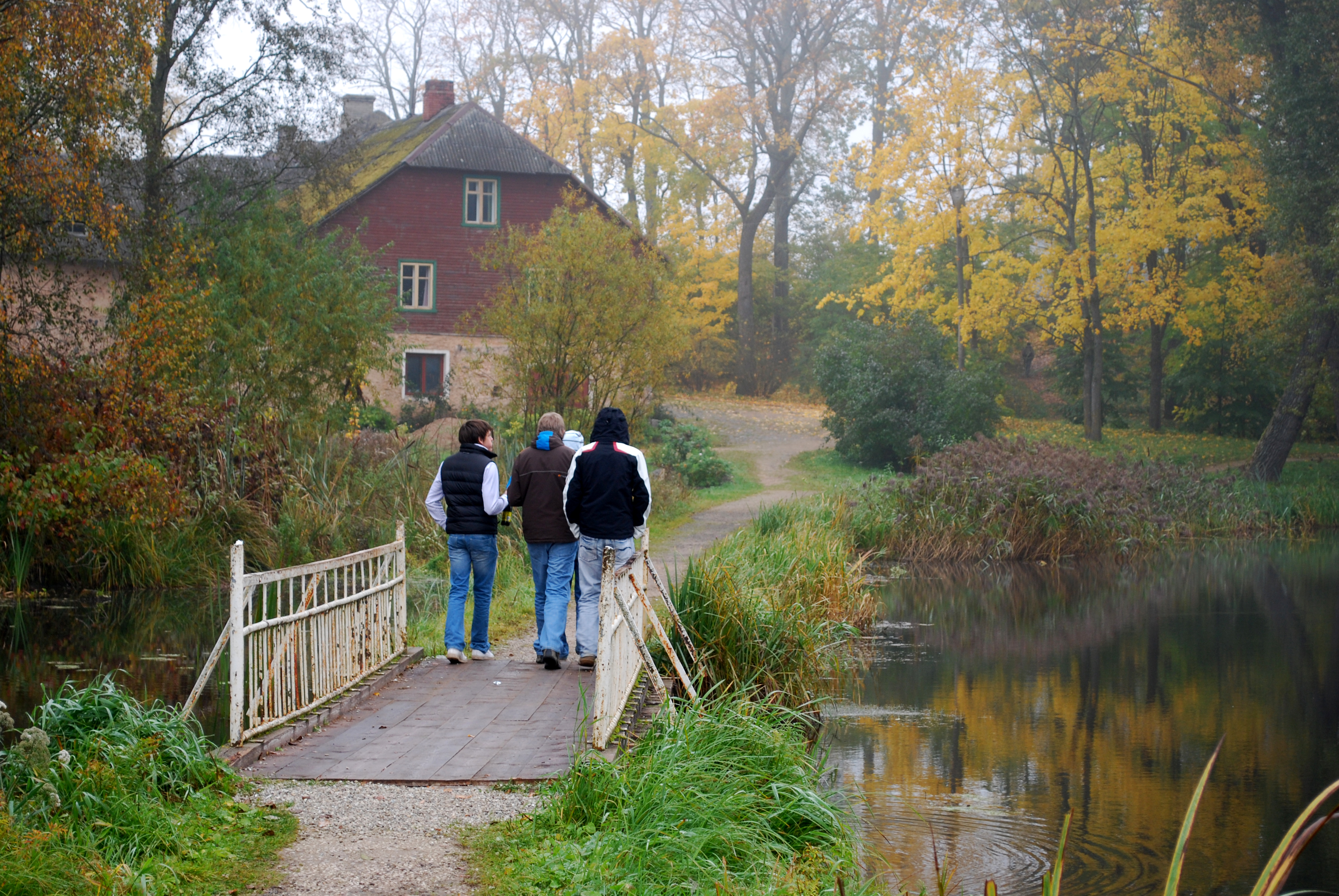
Brug
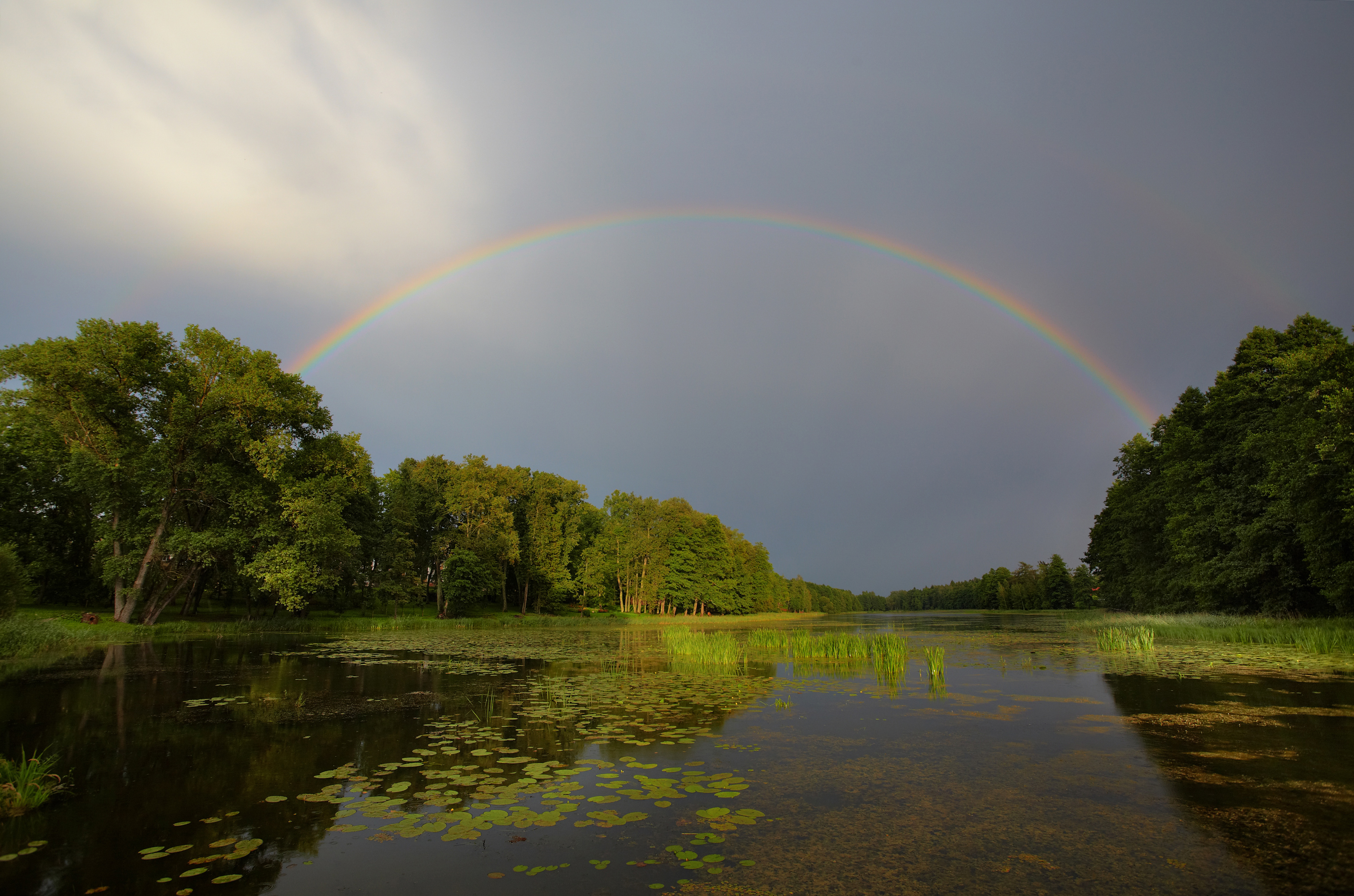
Het Väimela Alajärv
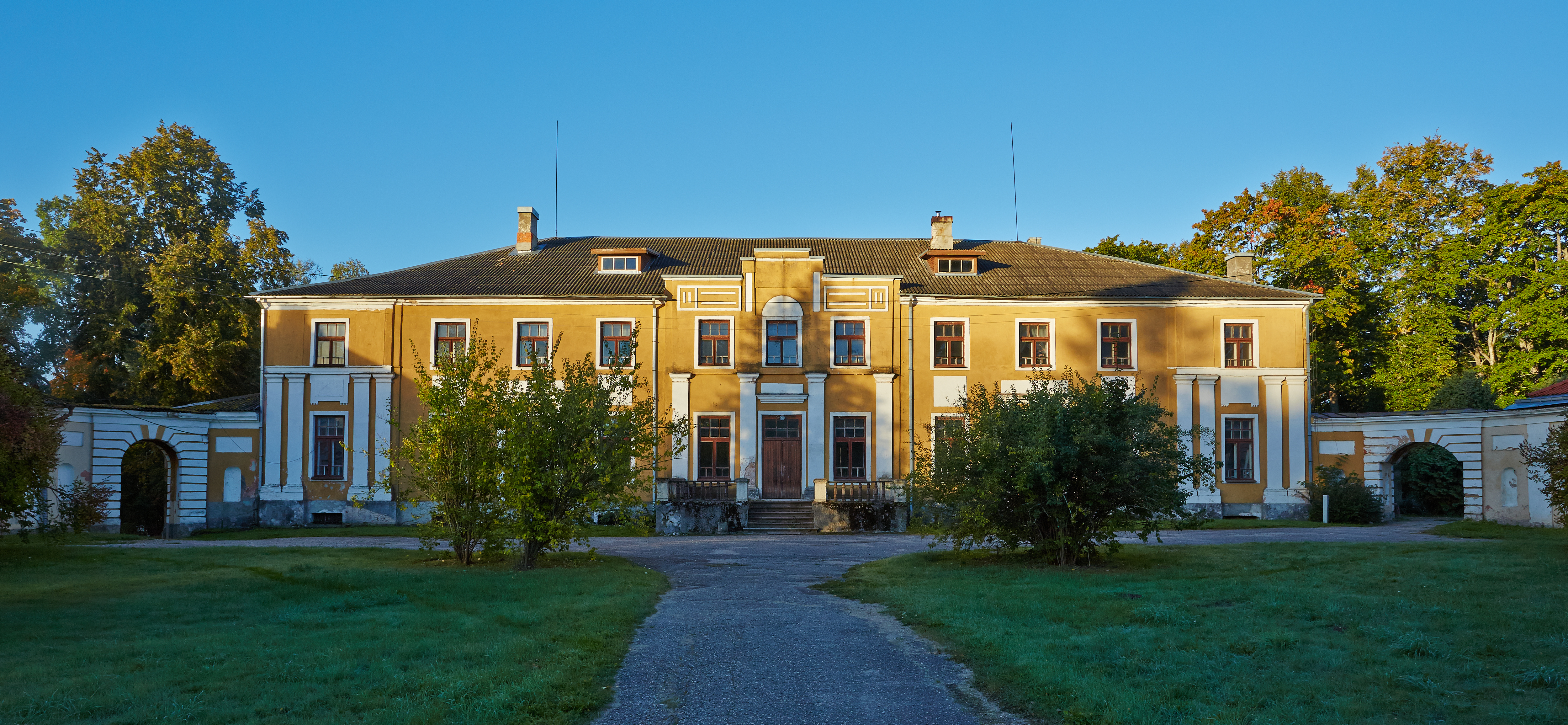
Het landhuis in 2013
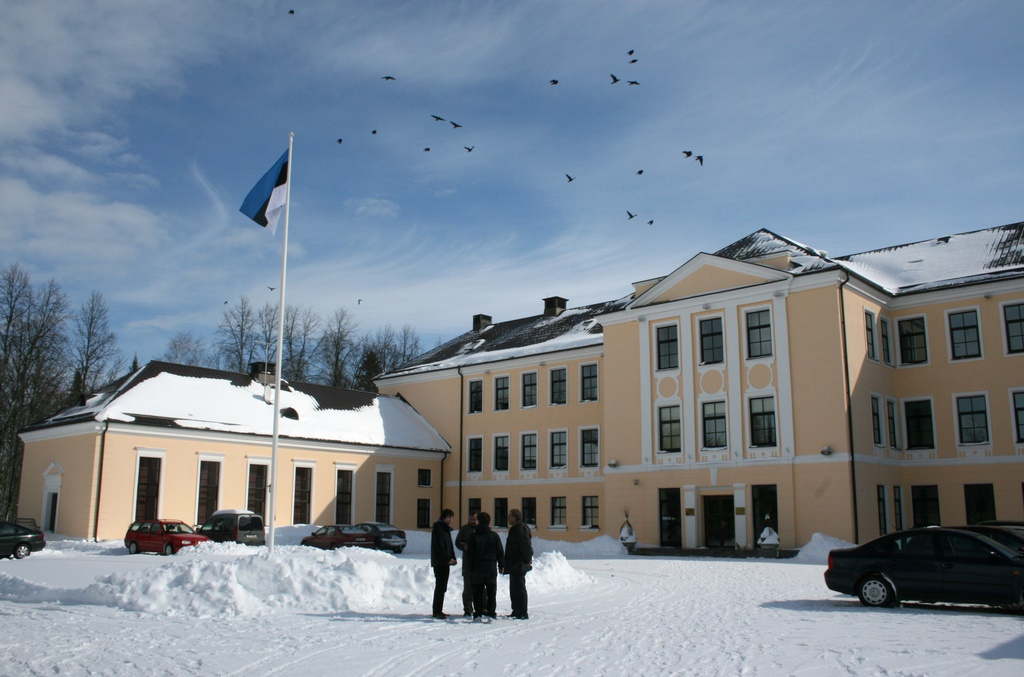
Hoofdgebouw van het Võrumaa Kutsehariduskeskus
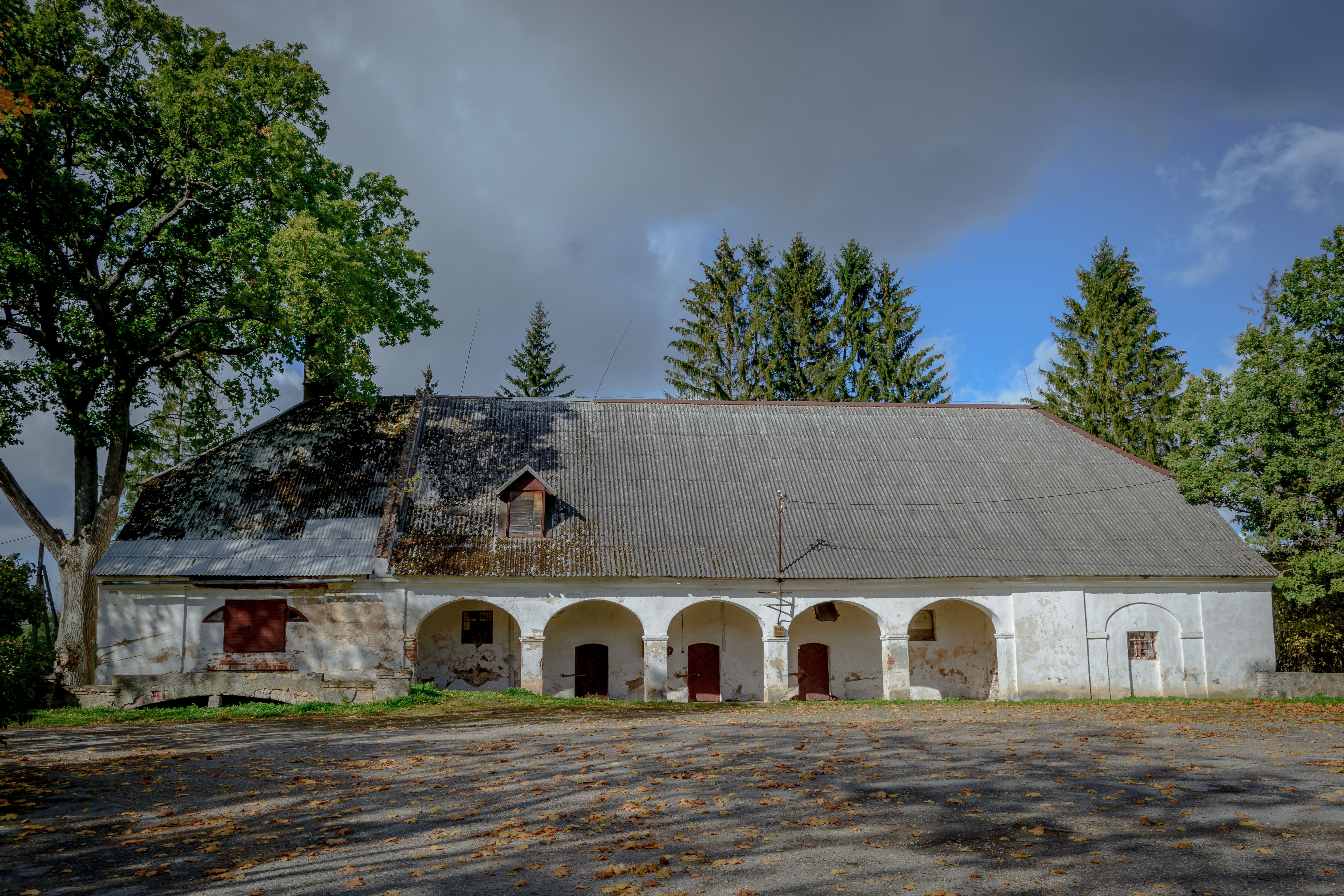
Voorraadschuur
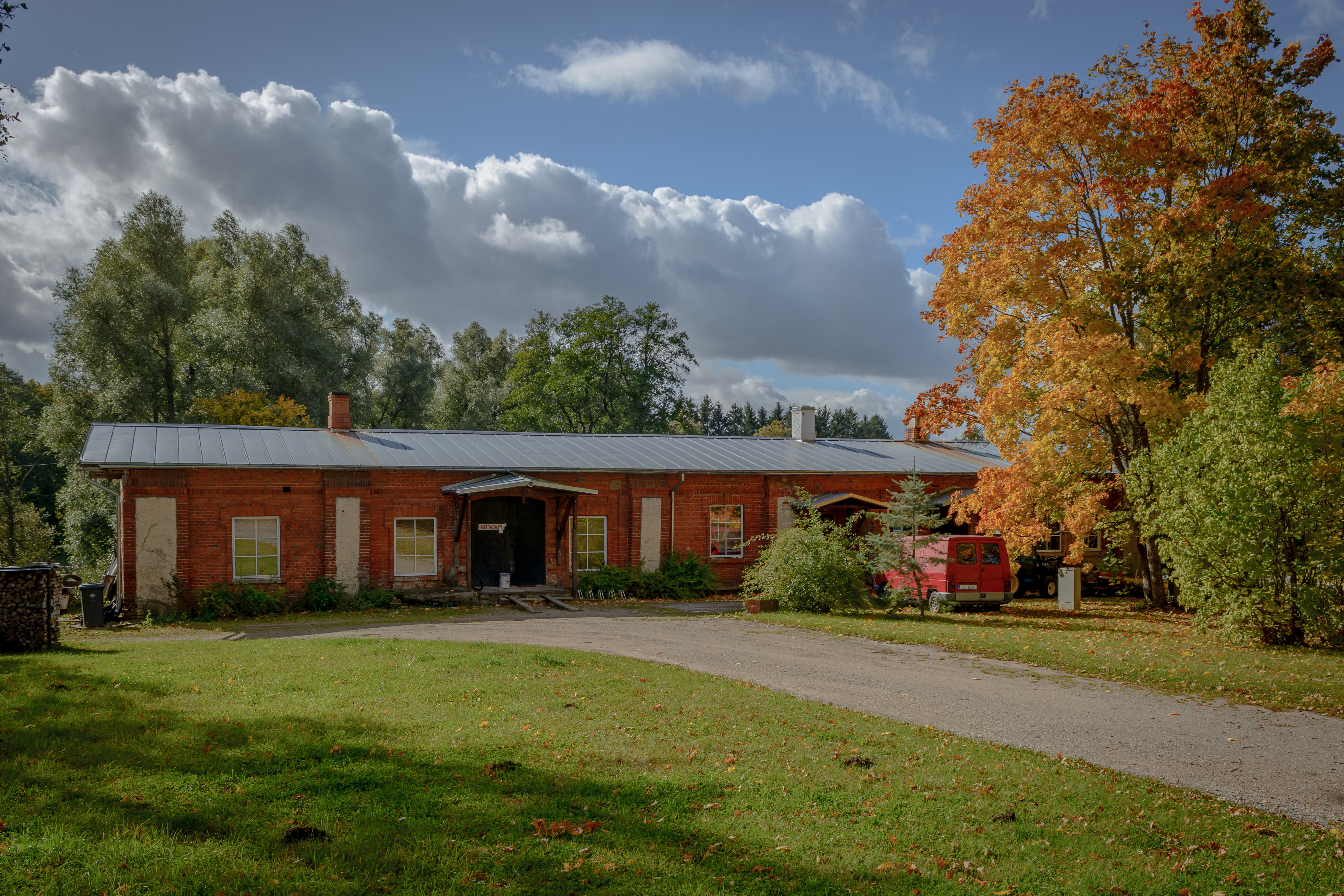
Melkerij
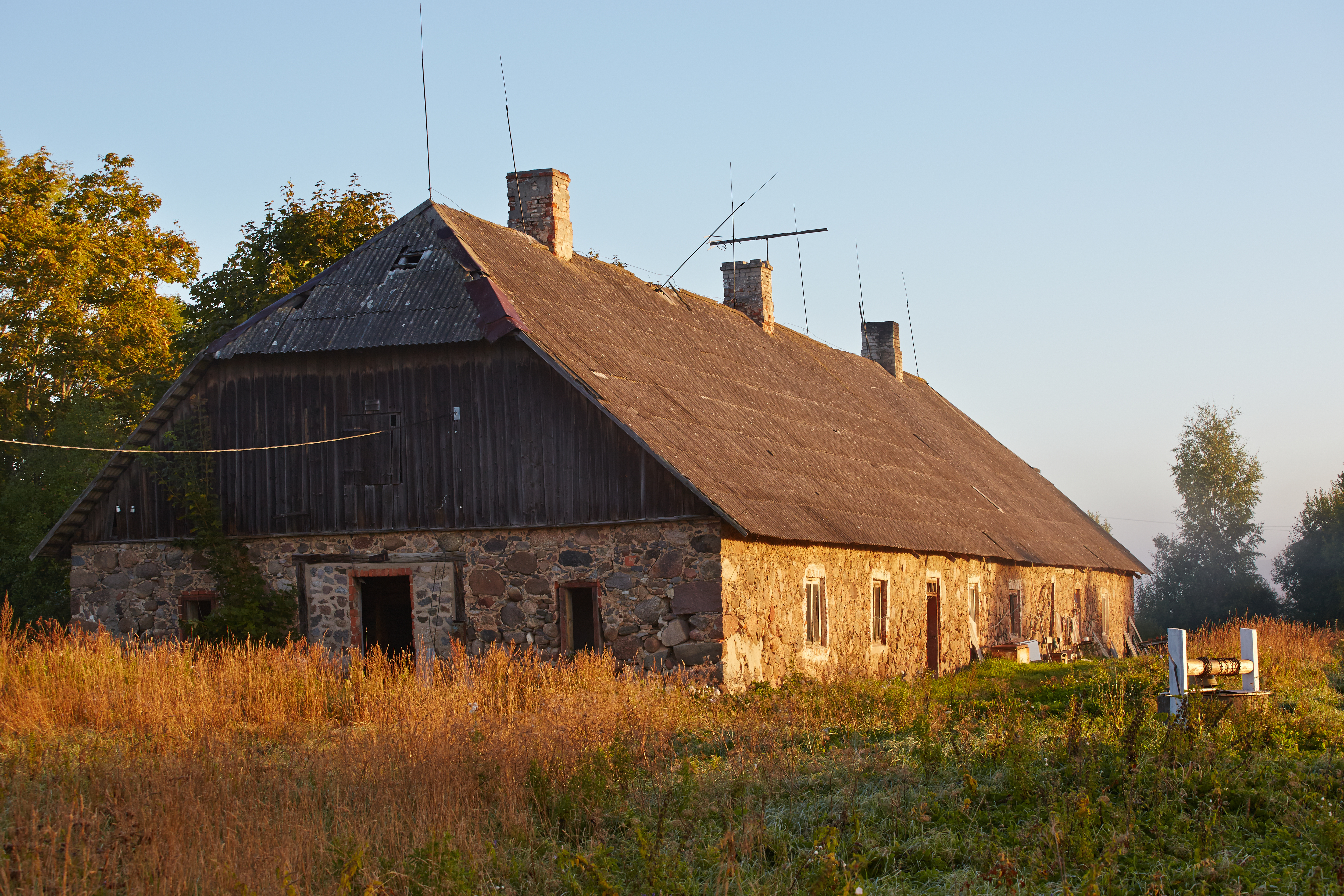
Huis van een boerenknecht
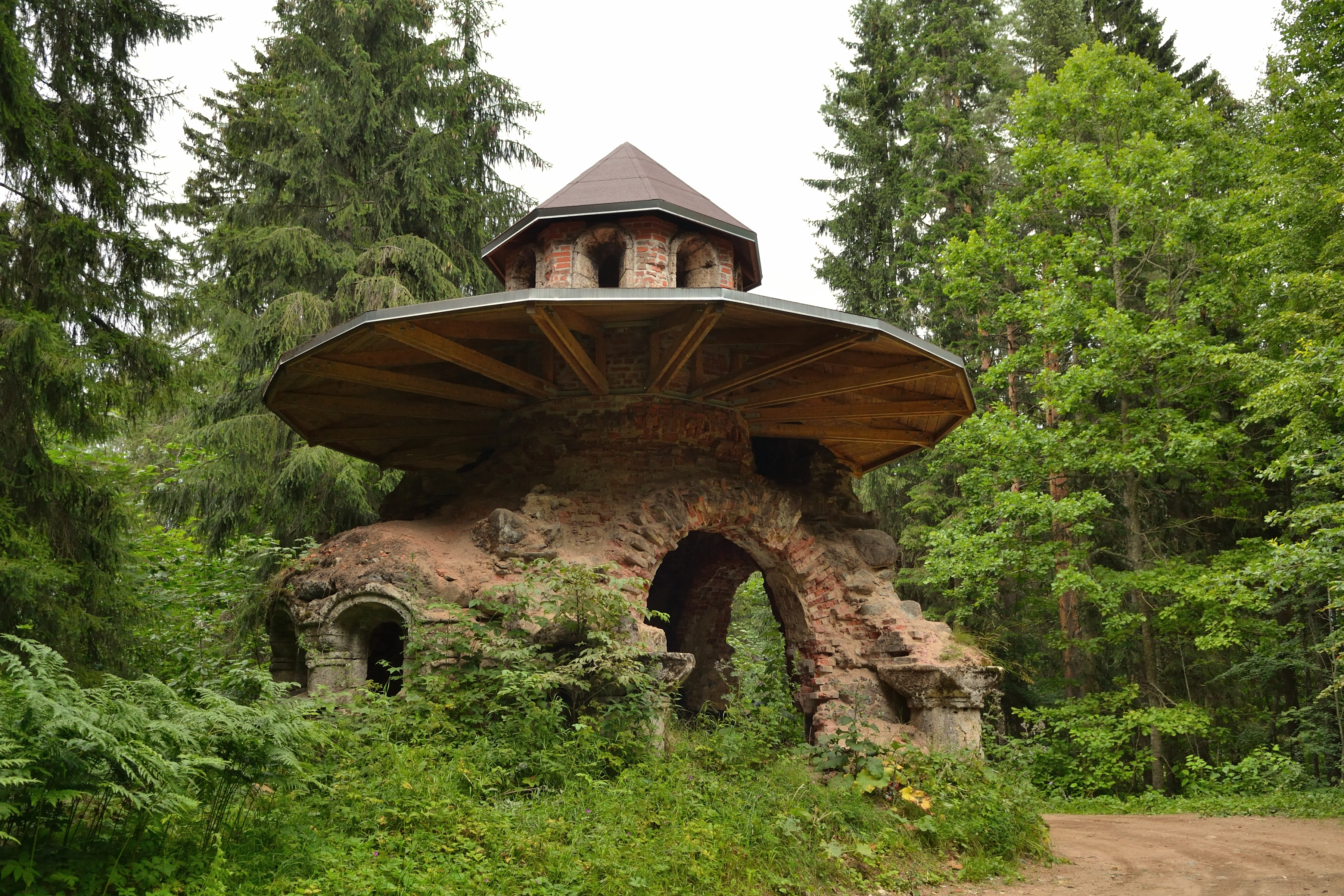
De kapel van het landgoed